# گور صندوقی

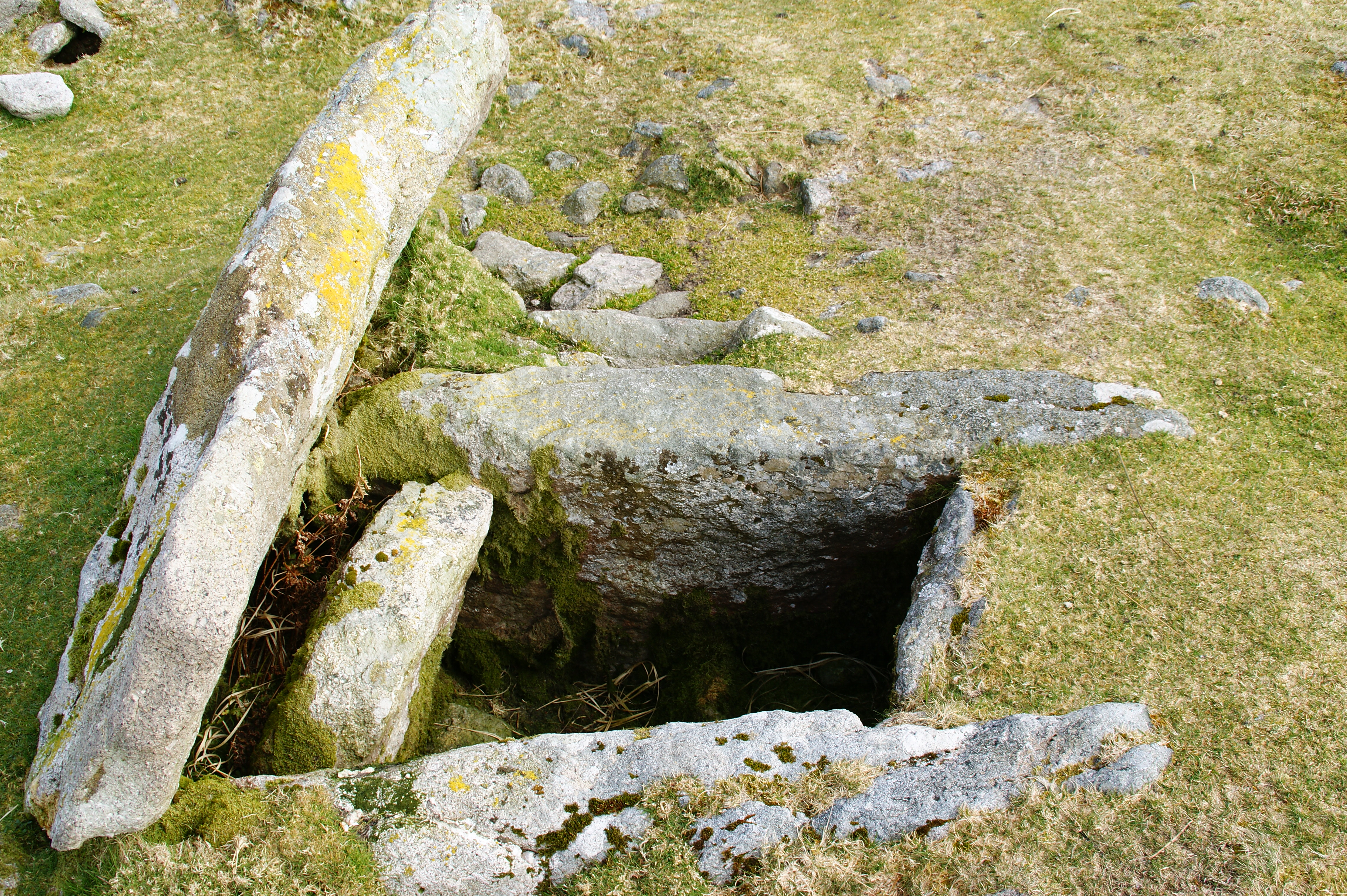
[سازهٔ گور صندوقی در انگلستان

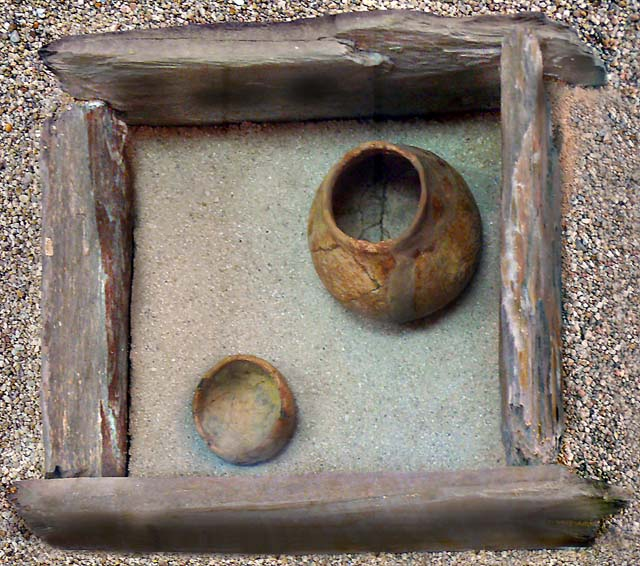
گور صندوقی

گورِ صندوقی (زبان یونانی: κίστη)، سیست یا کیست، نوعی استودان یا جعبهٔ تابوت‌گونهٔ کوچک بوده که برای نگهداری جنازه به کار می‌رفته. گورهای صندوقی در سراسر اروپا و خاورمیانه یافت می‌شوند. در برخی موارد از گور صندوقی به همراه دیگر یادمان‌ها، مثلاً زیر یک سنگ‌چین یا گورپشته کشیده، استفاده می‌شده. گاه نیز در گور صندقی تزئیناتی به کار می‌رفته که ناظر بر ثروت یا اهمیت میت بوده‌است.